# Bistum Glandèves
Das Bistum Glandèves (lateinisch Dioecesis Glandatensis) war eine in Frankreich gelegene römisch-katholische Diözese mit Sitz in Glandèves (heute ein Ortsteil von Entrevaux).

## Geschichte
Das Bistum Glandèves wurde im Jahre 451 errichtet. Erster Bischof war Fraterne.
Am 29. November 1801 wurde das Bistum Glandèves infolge des Konkordates von 1801 durch Papst Pius VII. mit der Päpstlichen Bulle Qui Christi Domini aufgelöst und das Territorium wurde den Bistümern Digne und Nizza angegliedert.
Das Bistum Glandèves war dem Erzbistum Embrun als Suffraganbistum unterstellt.

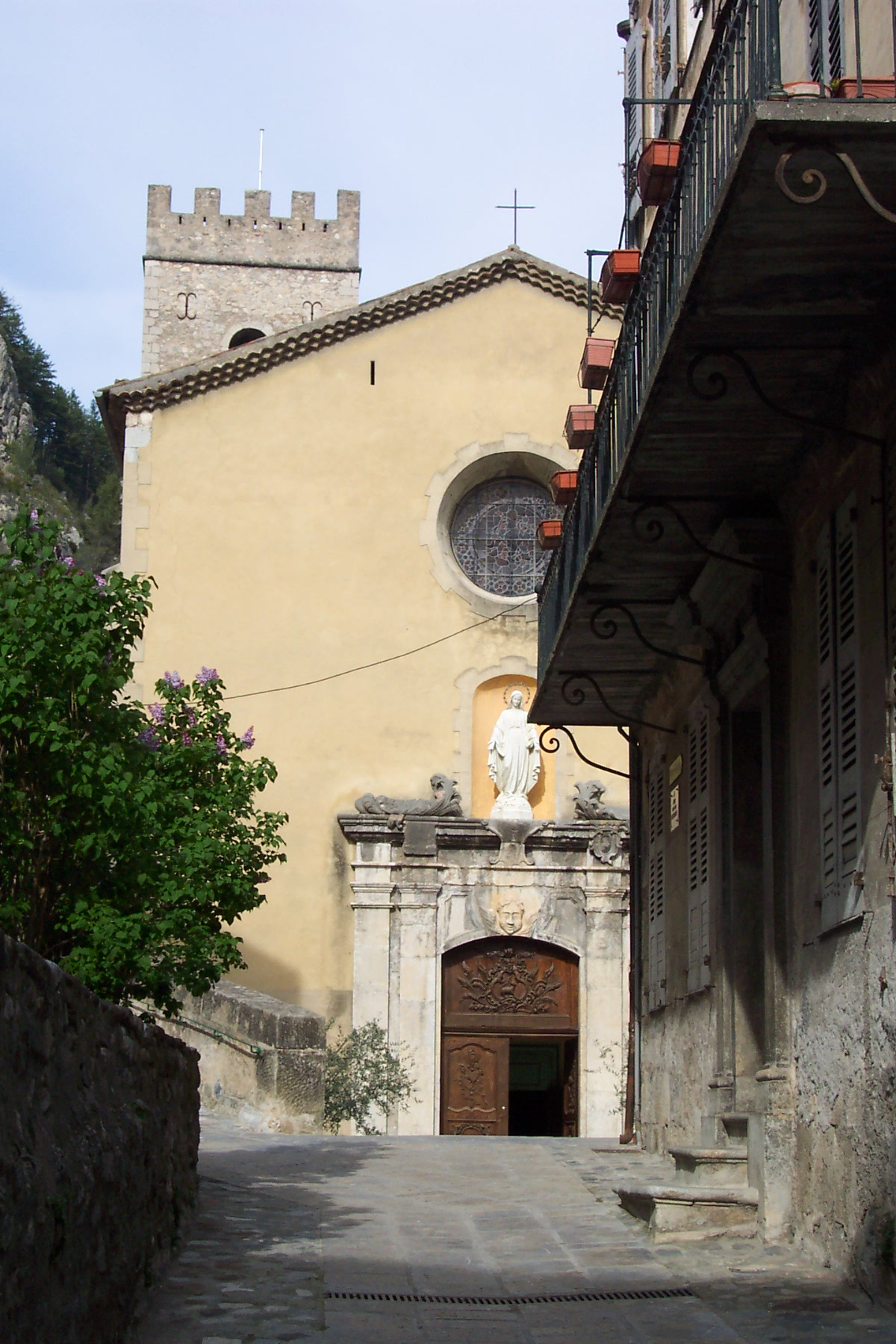
Die Kathedrale Mariä Himmelfahrt in Entrevaux
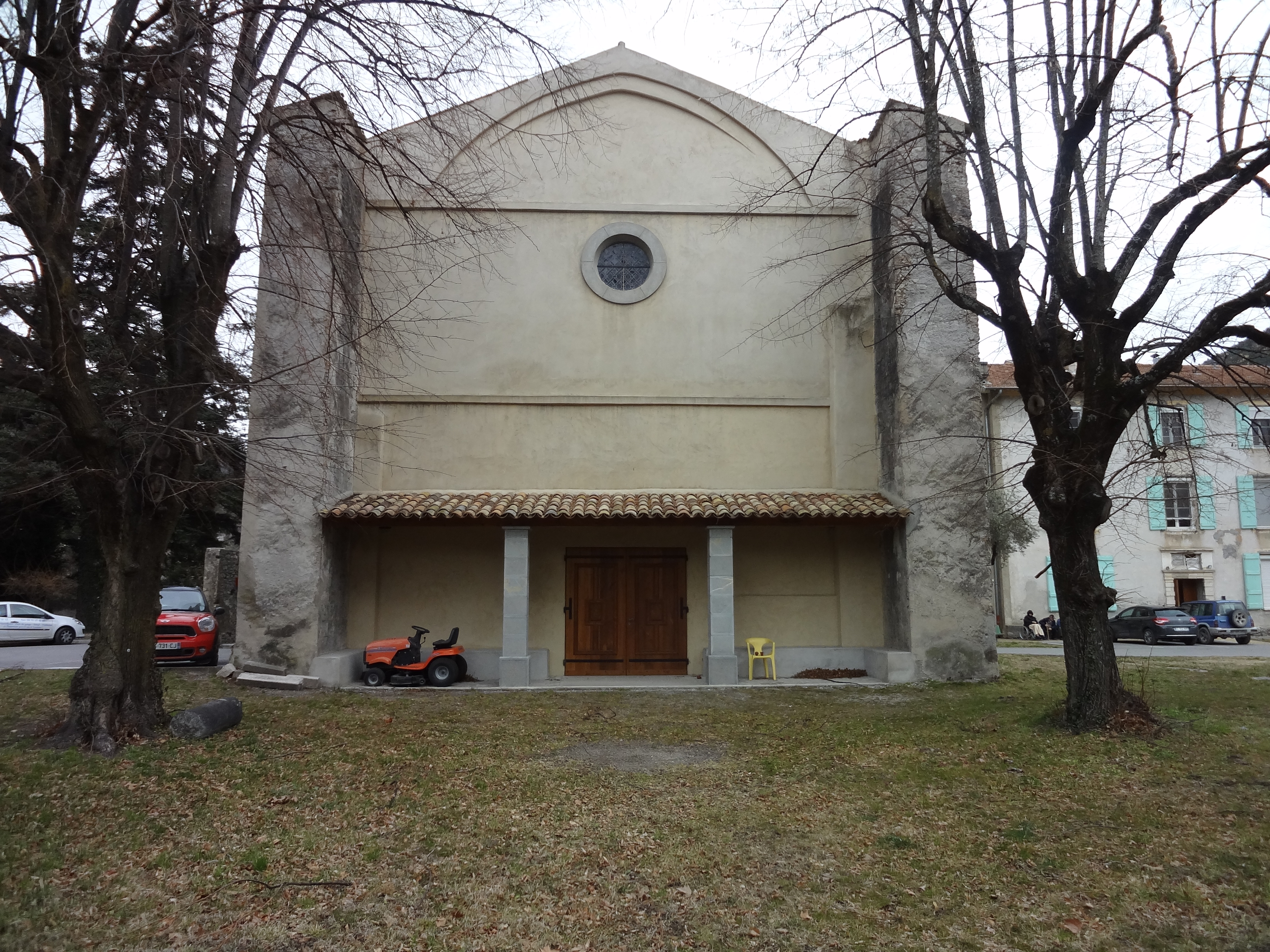
Die Kathedrale Notre-Dame-de-la-Seds in Glandèves